# La Macarena
La Macarena é um município da Colômbia, localizado no departamento de Meta.